# Sufletul orașului
Sufletul Orașului este cel de-al patrulea album de studio al cântărețului român Bitză, lansat in 25 decembrie 2008.

## Piese
| #  | Titlu                                    |
| -- | ---------------------------------------- |
| 1  | Sufletul orasului (cu raku & DJ Faibo X) |
| 2  | Alte repere (cu Junky)                   |
| 3  | Din bara-n bara                          |
| 4  | Lasa-ma sa-ti arat (cu Loredana)         |
| 5  | Sange bolnav (cu Despot)                 |
| 6  | Nu te opri (Agresiv Remix)               |
| 7  | In fata blocului                         |
| 8  | Cantecul si povestea ei                  |
| 9  | Cronica unei vedete                      |
| 10 | Manifest (cu Cedry2k)                    |
| 11 | Ne schimbam de maine (cu Grasu XXL)      |
| 12 | Prin ochii unui trecator (cu Guess Who)  |
| 13 | Un vot distanta                          |
| 14 | Nevoi urbane (Carbon)                    |
| 15 | In urma noastra (cu Aforic)              |
| 16 | Sinteze                                  |
| 17 | Generic                                  |